# Borogovia
 Borogovia  war eine Gattung theropoder Dinosaurier aus der Gruppe der Troodontidae, die während der Oberkreide (Campanium) im Gebiet der heutigen Mongolei lebte. Bisher sind lediglich Teile der hinteren Gliedmaßen fossil überliefert. Einzige Art ist Borogovia gracilicrus.

## Merkmale
Borogovia war wie alle Troodontiden ein kleiner, zweibeinig laufender, leicht gebauter Fleischfresser. Seine Länge wird auf ungefähr zwei Meter geschätzt. Während andere Troodontiden eine vergrößerte, gekrümmte „Sichelkralle“ am zweiten Zeh trugen, war diese Kralle bei Borogovia lediglich schwach entwickelt und gerade. Ein weiterer Unterschied zu anderen Troodontiden zeigt sich im dritten Zeh des Fußes, der dünner und kürzer war als der vierte Zeh.

## Entdeckungsgeschichte und Namensgebung
Das Fossil wurde 1971 von einer polnisch-mongolischen Expedition in den Schichten der Nemegt-Formation im mongolischen Aimag Ömnö-Gobi entdeckt. Aus derselben Fundstelle Altan Ula IV wurde sechs Jahre zuvor bereits das Skelett des Titanosauriers Opisthocoelicaudia geborgen. Heute befindet sich das Borogovia-Material in der Sammlung des Instituts für Paläobiologie der Polnischen Akademie der Wissenschaften (Polska Akademia Nauk) in Warschau.
Die Gattung wurde 1987 von Halszka Osmólska wissenschaftlich beschrieben. Der Name Borogovia weist auf die „Borogove“, eine Phantasiegestalt aus Lewis Carrolls berühmten Kinderbuch Alice im Wunderland. Der zweite Teil des Artnamens, gracilicrus (lat. gracilis – „schlank“, crus – „Schienbein“), deutet auf das sehr schlanke Schienbein (Tibia) dieser Spezies.

## Systematik
Barsbold und Osmólska (1990) vermuten, dass das gefundene Hinterbein tatsächlich zu Saurornithoides gehörte, womit Borogovia ein Synonym von letzterer Gattung wäre.